# Homerova rock'n'rollová brnkačka
Homerova rock'n'rollová brnkačka (v anglickém originále How I Spent My Strummer Vacation) je 2. díl 14. řady (celkem 293.) amerického animovaného seriálu Simpsonovi. Scénář napsal Mike Scully a díl režíroval Mike B. Anderson. V USA měl premiéru dne 10. listopadu 2002 na stanici Fox Broadcasting Company a v Česku byl poprvé vysílán 14. září 2004 na stanici ČT1.
Památce Toma Pettyho, který v Homerově rock'n'rollové brnkačce nadaboval sám sebe, byl po jeho úmrtí v říjnu 2017 věnován díl Šíleně smutná Líza.

## Děj
U Vočka nemá Homer peníze na zaplacení piva a Vočko mu nedá nic zadarmo. Proto chodí po městě a zkouší jiné věci, aby se cítil opilý, například dýchá řídký vzduch na vrcholu hory, olizuje ropuchy a daruje krev. Vočko se cítí provinile, že Homera odmítl obsloužit, a dá mu pivo zdarma, ale Homer už je silně opilý. Vočko, Lenny a Carl posadí Homera do taxíku, aby ho odvezli domů. V taxíku je tajně natáčen pro reality show a řekne několik nepříjemných věcí o Marge a dětech a také prozradí svůj sen stát se rockovou hvězdou. Jeho rodina z něj není nadšená, ale brzy si uvědomí, že ho přece jen poněkud zatěžují. Aby si to vynahradili, rodina vezme Homera na tábor rokenrolové fantazie, který pořádají The Rolling Stones. Na táboře se Homer a spousta dalších obyvatel Springfieldu učí o rockové hudbě od instruktorů Micka Jaggera, Keitha Richardse, Elvise Costella, Lennyho Kravitze, Toma Pettyho a Briana Setzera. Nakonec si rádoby rockové hvězdy uspořádají falešný rokenrolový koncert, na kterém je Homer hlavním kytaristou a zpěvákem. 
Když se Homer dozví, že tábor je pouze týdenní, je hořce zklamán a odmítá odjet. Mick Jagger nakonec Homera uklidní tím, že mu nabídne možnost vystoupit na benefičním koncertu pro Planet Hollywood. Nadšený Homer sežene svým přátelům vstupenky, aby ho mohli na koncertě vidět. Homerova radost se změní v rozpaky, když je požádán, aby plnil povinnosti bedňáka. Když jde na pódium vyzkoušet mikrofon a vidí, že mu rodina a přátelé fandí, zazpívá rockovou píseň a ukradne si show. To rozzlobí rockové hvězdy, které se pokusí Homera vyhnat z pódia velkou pojízdnou hlavou ďábla chrlícího oheň. Ďáblova hlava se vymkne kontrole a spadne z pódia. 
Účinkující, kterým je jejich činu líto, nabídnou Homerovi možnost vystoupit na dalším benefičním koncertu pro oběti nedávno zpackaného koncertu, ale ten odmítne a raději vystoupí doma. Na konci epizody však vymění své auto za velkou čertovskou hlavu, již mu kapela věnovala, a používá ji k odvozu Barta a Lízy do školy. Ředitel Skinner řekne Homerovi, že nesmí zastavit se svým autem v zóně pro školní autobusy. Na oplátku Homer zapne ďáblův ohnivý dech a k velké radosti dětí spálí Skinnerovo oblečení.

## Kulturní odkazy
Taxík natáčející Homera je parodií na pořad Taxicab Confessions. Anglický název epizody je slovní hříčkou, která odkazuje na Joea Strummera ze skupiny The Clash; nešťastnou shodou okolností Strummer podlehl náhlému infarktu pouhý měsíc po původním vysílání epizody. Gaučový gag je vizuální slovní hříčkou slangového výrazu skok přes žraloka, jenž popisuje situaci, kdy televizní pořad dosáhl svého tvůrčího vrcholu a jeho kvalita pomalu klesá. 
Když tábor skončí, Mick Jagger řekne Homerovi, aby se rozveselil, že „je to jen rokenrolový tábor“, a Homer odpoví: „Ale mně se to líbí.“. To je narážka na píseň Rolling Stones „It's Only Rock 'n Roll (But I Like It)“. Mezi písněmi jsou „Rip This Joint“, „Start Me Up“ a „She's So Cold“, všechny od Rolling Stones, dále „Are You Gonna Go My Way“ od Lennyho Kravitze, „Pump It Up“ od Elvise Costella a „The Last DJ“ od Toma Pettyho and The Heartbreakers. Název tábora je odkazem na píseň skupiny Bad Company „Rock 'n' Roll Fantasy“. 
Název dílu je odkazem na krátkou esej, kterou má mnoho dětí napsat po návratu do školy po letních prázdninách.

## Přijetí
V roce 2003 označila Annie Allemanová z The Herald News tuto epizodu za svůj nejoblíbenější díl Simpsonových. 
Ve stejném roce díl autoři časopisu Entertainment Weekly zařadili na 22. místo nejlepších simpsonovských epizod všech dob. Rozvedli to takto: „Musíte obdivovat seriál, který vylodí největší jména rocku a pak jim věnuje tolik úcty jako hnědým M&M's bonbónům. (…) Zatímco rockeři v Simpsonových vždycky zářili v sólech, Stouni se tak závratně vysmívají svému statusu v síni slávy, že to ze Strummera dělá seriálový Woodstock: klasickou rockovou show, za kterou by se mohl postavit i Disco Stu.“.
Robert Canning z IGN ve Flashback Review udělil epizodě známku 8,6 s tím, že je „skvělá“: „V sezóně, kterou obecně považuji za nic moc, Homerova rock'n'rollová brnkačka prostě válí.“.
V roce 2007 Simon Crerar z The Times zařadil vystoupení Micka Jaggera, Keitha Richardse, Elvise Costella a Lennyho Kravitze mezi 33 nejvtipnějších cameí v historii pořadu.
V roce 2011 Kravitz prozradil, že jeho největším úspěchem bylo vystoupení v Simpsonových v očích jeho mladých příbuzných. Vysvětlil to takto: „Pro mé neteře a synovce bylo účinkování v Simpsonových okamžikem, kdy jsem to skutečně dokázal. Všechny ostatní věci se nepočítají.“.
Časopis New York označil tuto epizodu za jednu z 10 nejlepších pozdějších epizod Simpsonových.